# Susanna Gregory

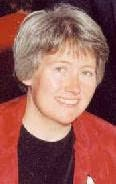
Susanna Gregory

Susanna Gregory (ur. 1958) – pseudonim artystyczny Elizabeth Cruwys (autorka używa również drugiego pseudonimu – Simon Beaufort), doktor filozofii i wykładowca Uniwersytetu w Cambridge. Dzięki swojej wcześniejszej pracy w policji doskonale zna tajniki pracy kryminalistycznej i problemy środowiska przestępczego. Te doświadczenia oraz znajomość historii i kultury średniowiecza z powodzeniem wykorzystuje w swojej pracy pisarskiej.
Twórczość Autorki zalicza się do gatunku fikcji kryminalnej, akcja najczęściej osadzona jest w średniowiecznej Anglii. Wraz z innymi pisarzami swojego pokroju: Phillipem Goodenem, Michaelem Jecksem, Bernardem Knightem, Ianem Morsonem Tworzy grupę pisarską używającą wspólnego pseudonimu "Średniowieczni Mordercy" (ang. "The Medieval Murderers").

## Twórczość literacka
"Kroniki Matthew Bartholomew":
1. "Robaczywe Jabłko" (org."A Plague on Both Your Houses", wyd. 1996)
2. "Wspólnicy piekieł" (org."An Unholy Alliance", wyd. 1996)
3. "Kość Niezgody" (org."A Bone of Contention ", wyd. 1997)
4. "A Deadly Brew", wyd. 1998
5. "A Wicked Deed", wyd. 1999
6. "A Masterly Murder", wyd. 2000
7. "An Order for Death", wyd. 2001
8. "A Summer of Discontent", wyd. 2002
9. "A Killer in Winter", wyd. 2003
10. "The Hand of Justice", wyd. 2004
11. "The Mark of a Murderer", wyd. 2005
12. "The Tarnished Chalice", wyd. 2006
13. "To Kill or Cure", wyd. 2007
14. "The Devil's Disciples", wyd. 2008
15. "A Vein of Deceit", wyd. 2009
16. "The Killer of Pilgrims", wyd. 2010
17. "Mystery in the Minster", wyd. 2011
18. "Murder by the Book", wyd. 2012

"Chaloner":
1. "Conspiracy of Violence", wyd. 2006
2. "Blood On the Strand", wyd. 2006
3. "The Butcher of Smithfield", wyd. 2008
4. "The Westminster Poisoner", wyd. 2008
5. "A Murder on London Bridge", wyd. 2009
6. "The Body in the Thames", wyd. 2011
7. "The Piccadilly Plot", wyd. 2012

"Sir Geoffrey Mappestone" (używając pseudonimu Simon Beaufort):
1. "Murder in the Holy City", wyd. 1998
2. "A Head for Poisoning", wyd. 1999
3. "The Bishop's Brood", wyd. 2003
4. "The King's Spies", wyd. 2003
5. "The Coiners' Quarrel", wyd. 2004

Inne:
- Liczne przewodniki i albumy na temat architektury oraz podróży
- "The White Ship Murders", wyd. 1999
- "Przeklęta Relikwia", wyd. 2006